# Anthony Randolph
Anthony Erwin Randolph Jr (ur. 15 lipca 1989 w Würzburgu) – amerykański koszykarz, występujący na pozycjach skrzydłowego oraz środkowego, posiadający także słoweńskie obywatelstwo, obecnie zawodnik hiszpańskiego Realu Madryt.
23 czerwca 2017 otrzymał słoweńskie obywatelstwo.

## Osiągnięcia
Stan na 21 czerwca 2019, na podstawie, o ile nie zaznaczono inaczej.
NCAA
- LSWA Freshman of the Year (2008)
- Zaliczony do:
  - I składu:
    - pierwszoroczniaków konferencji SEC (2008)
    - pierwszoroczniaków All-American (2008 przez Collegehoops.net)
    - turnieju Maui (2008)

  - II składu:
    - All-District (2008 przez NABC)
    - District 8 (2008 przez NABC)

  - składu All-SEC Honorable Mention (2008 przez AP)

Drużynowe
- Mistrz:
  - Euroligi (2018)
  - Hiszpanii (2018, 2019)
- Wicemistrz Hiszpanii (2017)
- Brąz:
  - ligi VTB (2015)
- 3. miejsce w:
  - Eurolidze (2019)
  - superpucharu Hiszpanii (2016)
- 4. miejsce w Eurolidze (2017)
- Zdobywca:
  - pucharu Hiszpanii (2017)
  - superpucharu Hiszpanii (2018)
- Finalista pucharu Hiszpanii (2018, 2019)
- Uczestnik TOP 8 Eurocup (2015)

Indywidualne
- MVP:
  - 8. kolejki fazy TOP 16 Euroligi (2015/16)
  - 2. kolejki fazy LAST 32 Eurocup (2014/15)
- Zaliczony do:
  - I składu Euroligi (2016)[5]
  - II składu:
    - najlepszych zawodników Eurocup (2015)
    - hiszpańskiej Ligi Endesa (2017)
- Lider ligi VTB w blokach (2015)[6]

Reprezentacja
- Mistrz:
  - Europy (2017)
  - Mistrz Ameryki U–18 (2006)
- Brązowy medalista igrzysk panamerykańskich (2015)